# 장한 (1984년)
장한(Hans Zhang, 1984년 10월 6일 ~ )은 중화인민공화국의 배우이다.

## 출연작

### 드라마
- 2014년 후난위성텔레비전 청춘진행중 《불일양적미남자》 - 가오위안쑤 역
- 2014년 장쑤 위성 텔레비전 행복극장 《삼삼래료》 - 펑텅 역
- 2015년 후난위성텔레비전 찬석독파극장 《소년사대명포》 - 냉혈 역
- 2016년 후난위성텔레비전 찬석독파극장 《산해경 : 태고의전설》 - 적우 역
- 2017년 저장 위성 텔레비전 중국람극장 《전기대형》 - 비안장 역
- 2018년 후난위성텔레비전 금응독파극장 《온난적현》 - 잔난셴 역
- 2018년 망고 TV 웹드라마 《파리에서 생긴 일》 - 퉁줘야오 역
- 2021년 동방 위성 텔레비전 동방극장 《네가 좋으면 맑은 날인 거야》 - 탕멍쉬안 역
- 2021년 장쑤 위성 텔레비전 행복극장 《해양지성》 - 딩카이 역
- 2022년 망고 TV 웹드라마 《동팔구적선생문: 대륙의 신사들》 - 통위 역
- 2024년 텐센트 웹드라마 《류광인》 - 군북월 역